# Patroclo (nome)
Patroclo  è un nome proprio di persona italiano maschile.

## Varianti in altre lingue
- Catalano: Patrocle[3]
- Francese: Patrocle
- Greco antico: Πάτροκλος (Pátroklos)[1][2][4], Πατροκλῆς (Pátroklês)[1]
- Inglese: Patrocles[5], Patroclus[5]
- Latino: Patroclus[1][2][4]
- Polacco: Patrokles, Patroklos
- Spagnolo: Patroclo[3]
- Ungherese: Patroklosz

## Origine e diffusione
Deriva da un antico nome greco, Πατροκλέϝης (Pátrokléves), mutato poi in Πατροκλῆς (Pátroklês) e quindi in Πάτροκλος (Pátroklos), e assunto poi in latino come Pàtroclus; etimologicamente, è composto dai termini πατρός (patrós, genitivo di πατήρ, patér, "padre") e κλέος (kléos, "gloria"): il significato è quindi chiaramente interpretabile come "gloria del padre". Dagli stessi elementi, solo disposti in ordine inverso, è formato anche il nome Cleopatra.
È un nome di tradizione classica, portato nella mitologia greca da Patroclo, uno degli eroi che combatté nella Guerra di Troia al fianco di Achille. La sua diffusione, attestata a partire dal Rinascimento, in Italia è dovuta pressoché solo a questo personaggio; si tratta comunque di un nome assai raro, di cui si contava appena una decina di occorrenze negli anni settanta.

## Onomastico
L'onomastico si può festeggiare il 21 gennaio in memoria di san Patroclo, martire a Troyes. Al di fuori del martirologio, altre fonti agiografiche registrano ulteriori santi con questo nome, commemorati alle date seguenti:
- 31 gennaio, san Patroclo, vescovo di Grenoble e martire[1]
- 20 maggio, san Patroclo, discepolo di san Pietro e martire[1]
- 21 luglio, san Patroclo, martire a Cesena[1]
- 18 novembre (o 19 novembre[1]), san Patroclo, eremita presso Colombier[7]

## Persone
- Patroclo, militare e sacerdote macedone antico
- Patrocle, militare e geografo greco antico
- Patroclo di Arles, arcivescovo francese
- Patroclo di Crotone, scultore greco antico
- Patroclo di Troyes, santo romano